# 植田美千代
植田 美千代（うえだ みちよ、1951年〈昭和26年〉9月21日 - ）は、鹿児島県を拠点に活躍する日本のフリーアナウンサー。元MBC南日本放送エグゼクティブアナウンサー。

## 略歴
大分県速見郡日出町出身、血液型A型、独身。
大分県立大分商業高等学校、関西方面の私立大学を卒業後、地元でのOL生活を経て1974年（昭和49年）3月入社。「キク調剤薬局 大学病院前店」「本格焼酎 里の曙」などラジオCMも多数行い、「こちらはMBCラジオです～～ラジオは適当な音量でお楽しみください」という長年、MBCラジオの深夜枠で流れる10秒スポットも行ったほか、1984年（昭和59年）から1996（平成8年）まで12年に亘ってテレビ放送終了時の局名告知も行った。
2016年（平成28年）3月31日付で退職。退社後も、MBC50ニュースでニュースを読んだり城山スズメにピンチヒッターとして出演するなど、MBCラジオの番組への出演機会も少なくない。テレビでも、『日本のチカラ』においてMBCが制作した回で2023年（令和5年）7月1日放送の「子ども記者と名コンビ!〜名山新聞 ほんわか物語」のナレーションを担当。2018年（平成30年）7月21日に、かごしま近代文学館で行われた朗読会など、朗読の仕事なども行う。
作曲を宮井紀行が行い、当時のMBCの全アナウンサーが参加して歌って2010年（平成22年）6月にリリースされた「ラジオのうた」は、植田が作詞した。
音楽が好きで、多い時には年間100本近いライブに足を運んでいた。
亀渕昭信とも仕事で複数回共演しており、MBCラジオが毎年10月に行っているMBCラジオスペシャルウィークでは、2013年（平成25年）10月10日放送の開局60周年記念特番『オールナイト･ミナミニッポン』や、2023年（令和5年）11月8日放送の開局70周年記念特番『亀渕昭信・植田美千代のロックンロールドーナッツ』でも2人で番組を行ったほか、2013年（平成25年）10月10日に宝山ホールで行われた「南日本放送開局60周年 感謝の夕べ」でも舞台上で対談を行っている。
長渕剛とは、アマチュア時代に面識はあったものの、ほぼ接点は無かったが、2004年（平成16年）の長渕剛 桜島オールナイトコンサートで総合司会に抜擢されて以降、私生活も含め長渕と交流が深まるようになり、MBCラジオの番組に長渕が出演する際に指名されるなど、長渕からは信頼が厚く公私を越えて姉のように慕われている。長渕は、2006年（平成18年）7月に、MBCのラジオ番組『スマイリー園田のLive Alive』で番組スタジオでの長渕のライブが公開生放送されたり、『長渕剛のオールナイトニッポンフライデースペシャル・今夜もバリサン』をMBCラジオのスタジオから、全国へ生放送した回があった際などにも、植田は長渕へ挨拶に出向いている。

## 出演

### テレビ
- どーんと鹿児島
- ～椋鳩十～動く絵本
- ポップオンタイム

### ラジオ
- MBC50ニュース[注釈 1]
- 城山スズメ[注釈 2]
- 丸屋ミュージックタイム[注釈 3]
- キスミーナイト
- おッつゥ～かごしま
- HELLO!みちようび
- うえだみちよのお昼がお好き（1998年4月 - [注釈 4]）
- ヤングよ集まれ![6][注釈 5]
- 飛び出せレディスぶるんぶるん[6]」
- うえだや食堂 土曜のうねどん[6][注釈 6]